# Ігнац Зігль
Ігнац Зігль (нім. Ignaz Sigl, 11 лютого 1902 — 1980) — австрійський футболіст, що грав на позиції правого крайнього нападника. Відомий виступами у складі клубу «Адміра», а також національної збірної Австрії. Чотириразовий чемпіон Австрії, триразовий володар кубка Австрії, фіналіст кубка Мітропи.

## Клубна кар'єра
У 1918 році став грати у молодіжних командах клубу «Адміра» (Відень). У основному складі почав грати у сезоні 1921–1922. Швидко закріпився в основному на позиції правого крайнього нападника. За кілька років став капітаном команди. Його багаторічним партнером на правому крилі нападу був Йоганн Кліма. Іншим знаковим партнером Зігля був Антон Шалль, багаторазовий найкращий бомбардир чемпіонату Австрії.
У 1927 році уже в ролі капітана здобув з командою перший в історії клубу титул чемпіона Австрії. Несподіваним конкурентом «Адміри» в боротьбі за титул став клуб «Брігіттенауер». Перед останнім туром «Адміра» мала перевагу в одне очко, але суперникам випало грати між собою. Клуб Ігнаца упевнено переміг з рахунком 5:0 і здобув свій перший чемпіонський трофей. На рахунку Зігля 18 матчів і 6 голів у тому сезоні. Влітку зіграв у обох чвертьфінальних матчах новоствореного кубка Мітропи, у яких австрійський клуб зустрічався з чехословацькою «Спартою». У першому матчі «Спарта» перемогла з рахунком 5:1, але в матчі-відповіді на 60-й хвилині уже «Адміра» перемагала 5:1 (один з голів забив Зігль з пенальті). Втім, команді не вдалося розвинути чи хоча б втримати цей результат і наприкінці матчу чеські гравці зуміли забити два голи і пройти в наступний раунд.
Наступного сезону «Адміра» знову перемогла у чемпіонаті, випередивши на три очка «Рапід». У національній першості Зігль зіграв 24 матчі і забив 13 голів. Також клуб здобув кубок Австрії, у п'яти матчах якого Ігнац забив 3 голи. У фінальному поєдинку Зігль відкрив рахунок на 7-й хвилині, а його команда переграла «Вінер АК» з рахунком 2:1.
Влітку 1928 року клуб знову пробував свої сили у матчах кубку Мітропи. В 1/4 фіналу команда переграла чехословацьку «Славія» — 3:1, 3:3. У півфіналі «Адміра» в обох матчах поступилась майбутньому чемпіонові угорському «Ференцварошу» (1:2, 0:1). Зігль був учасником усіх матчів, а також відзначився двома голами.
Найбільш результативним для нападника став сезон 1930—1931 років, коли він забив 14 голів у чемпіонаті і 6 у кубку країни. У наступному сезоні клуб після трьох років перерви повернув собі титули чемпіона і володаря кубка Австрії. На рахунку Зігля 9 матчів і 1 гол у чемпіонаті, а також 4 матчі і три голи у кубку. Два з них Ігнац забив у фінальній грі проти команди «Вінер АС», що завершився перемогою «Адміри» з рахунком 6:1.
У 1934 році «Адміра» знову виграла обидва національні трофеї і була близькою до перемоги у кубку Мітропи. У чемпіонаті Зігль зіграв лише 1 матч, у кубку провів два поєдинки у 1/4 і 1/2 фіналу і відзначився голом у чвертьфінальній грі проти «Аустрії» (4:2). Натомість у матчах кубка Мітропи 1934 грав регулярно, а його клуб послідовно переміг «Наполі» (0:0, 2:2, 5:0), празьку «Спарту» (4:0, 2:3) і туринський «Ювентус» (3:1, 1:2). У фіналі «Адміра» зустрілась зі ще одним італійським клубом — «Болоньєю». На перший матч Зігль звично вивів свою команду у ролі капітана і допоміг здобути перемогу з рахунком 3:2. Натомість, у матчі-відповіді Ігнац не зіграв, а його клуб не зумів здобути трофей, поступившись 1:5.
Загалом грав у складі «Адміри» до 1934 року. Зіграв у національній першості 216 матчів, у яких забив 84 голи, у кубку країни на його рахунку 45 матчів і 37 м'ячів.
У 1935 році приєднався до команди «Аустро Фіат» (Відень).

## Виступи за збірну
У складі збірної Австрії дебютував у 1925 році у поєдинку зі збірною Фінляндії (1:2). Перший гол забив у ворота збірної Угорщини у 1927 році у матчі Центральноєвропейського кубка, програному з рахунком 3:5. Через рік Австрія взяла реванш з рахунком 5:1, а Зігль відзначився дублем.
Виступав у перших матчах розіграшу Центральноєвропейського кубка 1931-1932, у якому у підсумку Австрія здобула перемогу. У матчі з Італією (1:2) єдиний раз у кар'єрі вивів збірну у ролі капітана. Загалом у період з 1925 по 1931 рік зіграв у складі національної команди 24 матчі і забив 5 голів.
Також виступав у складі збірної Відня. Дебютував у поєдинку проти збірної Праги (4:2) у вересні 1928 року. Також відзначився забитим м'ячем у матчі зі збірною Берліну (4:1) у 1928 році. Втретє зіграв у міжнародному матчі у складі збірної Відня у 1930 році проти збірної Загреба (8:0) і знову забив гол.

## Досягнення
- Чемпіон Австрії (4): 1927, 1928, 1932, 1934
- Срібний призер чемпіонату Австрії (3): 1929, 1930, 1931
- Бронзовий призер чемпіонату Австрії (2): 1923, 1933
- Володар кубка Австрії (3): 1928, 1932, 1934
- Фіналіст кубка Мітропи (1): 1934
- Володар кубка Центральної Європи (1): 1931-1932

## Статистика

### Статистика клубних виступів
| Клуб              | Сезон | Чемпіонат | Чемпіонат | Кубок | Кубок | Кубок Мітропи | Кубок Мітропи | Всього | Всього |
| Клуб              | Сезон | Матчі     | Голи      | Матчі | Голи  | Матчі         | Голи          | Матчі  | Голи   |
| ----------------- | ----- | --------- | --------- | ----- | ----- | ------------- | ------------- | ------ | ------ |
| «Адміра» (Відень) |       |           |           |       |       |               |               |        |        |
| 1921–1922         | 3     | 0         | 4         | 1     | -     | -             | 7             | 1      |        |
| 1922–1923         | 22    | 9         | 3         | 2     | -     | -             | 25            | 11     |        |
| 1923–1924         | 22    | 5         | 2         | 2     | -     | -             | 24            | 7      |        |
| 1924–1925         | 20    | 8         | 3         | 3     | -     | -             | 23            | 11     |        |
| 1925–1926         | 18    | 6         | 2         | 5     | -     | -             | 20            | 11     |        |
| 1926–1927         | 18    | 6         | 5         | 4     | -     | -             | 23            | 10     |        |
| 1927–1928         | 24    | 13        | 5         | 3     | 2     | 1             | 31            | 17     |        |
| 1928–1929         | 22    | 10        | 3         | 1     | 4     | 2             | 29            | 13     |        |
| 1929–1930         | 19    | 9         | 2         | 1     | -     | -             | 21            | 10     |        |
| 1930–1931         | 18    | 14        | 8+        | 6     | -     | -             | 26+           | 20     |        |
| 1931–1932         | 9     | 1         | 4         | 3     | -     | -             | 13            | 4      |        |
| 1932–1933         | 16    | 3         | 2         | 5     | 0     | 0             | 18            | 8      |        |
| 1933–1934         | 1     | 0         | 2         | 1     | -     | -             | 3             | 1      |        |
| 1934–1935         | 0     | 0         | 0         | 0     | 8     | 0             | 8             | 0      |        |
| Всього            | 216   | 84        | 45+       | 37    | 14    | 3             | 275+          | 124    |        |

### Статистика виступів у збірній
| Дата       | Місто     | Господарі      | Результат | Гості          | Турнір                             | Голи | Примітки        |
| ---------- | --------- | -------------- | --------- | -------------- | ---------------------------------- | ---- | --------------- |
| 10/07/1925 | Гельсінкі | Фінляндія      | 1 – 2     | Австрія        | товариський матч                   | -    |                 |
| 28/09/1926 | Прага     | Чехословаччина | 1 – 2     | Австрія        | товариський матч                   | -    |                 |
| 10/10/1926 | Відень    | Австрія        | 7 – 1     | Швейцарія      | товариський матч                   | -    | 74'             |
| 07/11/1926 | Відень    | Австрія        | 3 – 1     | Швеція         | товариський матч                   | -    |                 |
| 20/03/1927 | Відень    | Австрія        | 1 – 2     | Чехословаччина | товариський матч                   | -    |                 |
| 22/05/1927 | Відень    | Австрія        | 4 – 1     | Бельгія        | товариський матч                   | -    |                 |
| 29/05/1927 | Цюріх     | Швейцарія      | 1 – 4     | Австрія        | товариський матч                   | -    |                 |
| 25/09/1927 | Будапешт  | Угорщина       | 5 – 3     | Австрія        | Кубок Центральної Європи 1927—1930 | 1    |                 |
| 06/11/1927 | Болонья   | Італія         | 0 – 1     | Австрія        | Кубок Центральної Європи 1927—1930 | -    |                 |
| 01/04/1928 | Відень    | Австрія        | 0 – 1     | Чехословаччина | Кубок Центральної Європи 1927—1930 | -    |                 |
| 07/10/1928 | Відень    | Австрія        | 5 – 1     | Угорщина       | Кубок Центральної Європи 1927—1930 | 2    |                 |
| 28/10/1928 | Відень    | Австрія        | 2 – 0     | Швейцарія      | Кубок Центральної Європи 1927—1930 | -    |                 |
| 11/11/1928 | Рим       | Італія         | 2 – 2     | Австрія        | товариський матч                   | -    |                 |
| 17/03/1929 | Прага     | Чехословаччина | 3 – 3     | Австрія        | товариський матч                   | 1    |                 |
| 07/04/1929 | Відень    | Австрія        | 3 – 0     | Італія         | Кубок Центральної Європи 1927—1930 | -    |                 |
| 05/05/1929 | Відень    | Австрія        | 2 – 2     | Угорщина       | товариський матч                   | 1    |                 |
| 15/09/1929 | Відень    | Австрія        | 2 – 1     | Чехословаччина | товариський матч                   | -    |                 |
| 06/10/1929 | Будапешт  | Угорщина       | 2 – 1     | Австрія        | товариський матч                   | -    |                 |
| 27/10/1929 | Берн      | Швейцарія      | 1 – 3     | Австрія        | Кубок Центральної Європи 1927—1930 | -    |                 |
| 14/05/1930 | Відень    | Австрія        | 0 – 0     | Англія         | товариський матч                   | -    |                 |
| 16/11/1930 | Відень    | Австрія        | 4 – 1     | Швеція         | товариський матч                   | -    |                 |
| 22/02/1931 | Мілан     | Італія         | 2 – 1     | Австрія        | Кубок Центральної Європи 1931—1932 | -    | Капітан команди |
| 12/04/1931 | Відень    | Австрія        | 2 – 1     | Чехословаччина | Кубок Центральної Європи 1931—1932 | -    |                 |
| 03/05/1931 | Відень    | Австрія        | 0 – 0     | Угорщина       | Кубок Центральної Європи 1931—1932 | -    |                 |
| Усього     |           | Матчів         | 24        |                | Голів                              | 5    |                 |

### Статистика виступів у кубку Мітропи
| №                      | Розіграш               | Стадія                 | Дата та місце проведення | Команда 1              | Рахунок | Команда 2       | Голи       |
| ---------------------- | ---------------------- | ---------------------- | ------------------------ | ---------------------- | ------- | --------------- | ---------- |
| 1                      | 1927                   | 1/4                    | 14.08.1927 Прага         | Спарта (Прага)         | 5:1     | Адміра (Відень) |            |
| 2                      | 1927                   | 1/4                    | 21.08.1927 Відень        | Адміра (Відень)        | 5:3     | Спарта (Прага)  | 43' (пен.) |
| 3                      | 1928                   | 1/4                    | 15.08.1928 Відень        | Адміра (Відень)        | 3:1     | Славія (Прага)  | 45'        |
| 4                      | 1928                   | 1/4                    | 19.08.1928 Прага         | Славія (Прага)         | 3:3     | Адміра (Відень) |            |
| 5                      | 1928                   | 1/2                    | 9.09.1928 Відень         | Адміра (Відень)        | 1:2     | Ференцварош     | 21'        |
| 6                      | 1928                   | 1/2                    | 16.09.1928 Будапешт      | Ференцварош            | 1:0     | Адміра (Відень) |            |
| 7                      | 1934                   | 1/8                    | 17.06.1934 Відень        | Адміра (Відень)        | 0:0     | Наполі          |            |
| 8                      | 1934                   | 1/8                    | 24.06.1934 Неаполь       | Наполі                 | 2:2     | Адміра (Відень) |            |
| 9                      | 1934                   | 1/8 перегр.            | 1.07.1934 Цюрих          | Адміра (Відень)        | 5:0     | Наполі          |            |
| 10                     | 1934                   | 1/4                    | 18.07.1934 Відень        | Адміра (Відень)        | 4:0     | Спарта (Прага)  |            |
| 11                     | 1934                   | 1/4                    | 22.07.1934 Прага         | Спарта (Прага)         | 3:2     | Адміра (Відень) |            |
| 12                     | 1934                   | 1/2                    | 25.07.1934 Відень        | Адміра (Відень)        | 3:1     | Ювентус (Турин) |            |
| 13                     | 1934                   | 1/2                    | 29.07.1934 Турин         | Ювентус (Турин)        | 2:1     | Адміра (Відень) |            |
| 14                     | 1934                   | Фінал                  | 5.09.1934 Відень         | Адміра (Відень)        | 3:2     | Болонья         |            |
| Всього у кубку Мітропи | Всього у кубку Мітропи | Всього у кубку Мітропи | Всього у кубку Мітропи   | Всього у кубку Мітропи | 14      |                 | 3          |